# Irakli Okruasvili
Irakli Okruasvili (grúz nyelven: ირაკლი ოკრუაშვილი; Chinvali, 1973. november 6.) grúz politikus. 2003 óta több kormányzati posztot töltött be, többek között 2004 decemberétől 2006 novemberéig Grúzia védelmi minisztere volt.
1995-ben végzett a Tbiliszi Állami Egyetemen, ahol nemzetközi jogot és nemzetközi kapcsolatokat tanult. Ezt követően a grúziai Központi Választási Bizottságnál dolgozott vezető szakértőként.